# Добропільська дитяча музична школа № 1
Добропільська дитяча музична школа № 1-початковий спеціалізований мистецький навчальний заклад позашкільної освіти, школа естетичного виховання.

## Історія
Відкрита в 1961 р. Спочатку вона знаходилась в школі інтернат, потім в будинку № 10 по вулиці Банковій (тоді Радянській). В 1972 р. на вулиці Саратовській збудовано типове двоповерхове приміщення музичної щколи з концертним залом.
Школа нагороджена медаллю імені С. С. Прокоф'єва.
Сьогодні в школі 335 талановитих дітей навчаються вокалу, грі на фортепіано, баяні, акордеоні, гітарі, домрі, скрипці, віолончелі, флейті, кларнеті, саксофоні, синтезаторі.
В школі працюють 17 колективів учнів і викладачів з них 3 зразкових:
- ансамбль «Жайворонок»
- ансамбль «Аматор»
- театр народної пісні «Берегиня»[1]

## Відомі випускники
- Віктор Коротич — лауреат міжнародних конкурсів, соліст Маріїнського театру опери і балету (м. Санкт-Петербург)